# Liste der Baudenkmäler in Rheine
Die Liste der Baudenkmäler in Rheine enthält die denkmalgeschützten Bauwerke auf dem Gebiet der Stadt Rheine im Kreis Steinfurt in Nordrhein-Westfalen (Stand: August 2018). Diese Baudenkmäler sind in der Denkmalliste der Stadt Rheine eingetragen; Grundlage für die Aufnahme ist das Denkmalschutzgesetz Nordrhein-Westfalen (DSchG NRW).

## Baudenkmäler
In der Stadt Rheine gibt es ca. 175 Baudenkmäler.
Zwei Baudenkmäler (Arbeitersiedlungen Nr. 197 und 207) erstrecken sich auf Denkmalbereiche.
Über 100 Objekte wurden zwischenzeitlich wieder aus der Denkmalliste gestrichen; ihre Nummern sind im Abschnitt „ehemalige Baudenkmäler“ aufgeführt.
Die Liste umfasst den Namen bzw. den Gebäudetyp, eine Lageangabe (Gemarkung und ggf. Ortsteil, Adresse), das Datum der Eintragung in die Denkmalliste sowie die Listennummer der unteren Denkmalbehörde. Der Name entspricht dabei der Bezeichnung durch die Stadt. Abkürzungen wurden zum besseren Verständnis aufgelöst, die Typografie an die in der Wikipedia übliche angepasst und Tippfehler korrigiert. Hinzu kommen, falls vorhanden, eine Fotografie des Denkmals, eine kurze Beschreibung und Angaben zur Bauzeit.
| Bild | Bezeichnung | Lage | Beschreibung | Bauzeit            | Eingetragen seit                                | Denkmal- nummer |
| --- | --- | --- | --- | ------------------ | ----------------------------------------------- | --------------- |
| Wohn- und Geschäftshaus | Wohn- und Geschäftshaus | Rheine-Stadt Am Thietor 4 Karte | |                    | 01.10.1991                                      | 4               |
| weitere Bilder | Gymnasium Dionysianum | Rheine-Stadt Anton-Führer-Straße 2 Karte                                                                                                | Schulgebäude im historisierenden Stil (deutsche Renaissance), Architekt Josef Franke; markantes Hauptportal mit Motiven, die vom Gymnasialdirektor Anton Führer (1854–1929) zusammengestellt wurden | 1908/09            | 25.06.1982                                      | 6               |
| weitere Bilder | Katholische Gymnasialkirche St. Peter | Rheine-Stadt Anton-Führer-Straße 4 Karte                                                                                                | Sakralbau am Gymnasium Dionysianum, Architekt Josef Franke | 1910/11            | 25.06.1982                                      | 7               |
| Wohn- und Geschäftshaus | Wohn- und Geschäftshaus | Rheine-Stadt Auf dem Thie 6 Karte | |                    | 08.11.1983                                      | 11              |
| Bürgerhaus | Bürgerhaus | Rheine-Stadt Auf dem Thie 11 Karte | „Kümpersches Haus“ genannt; Gebäude im Stil des niederländischen Spätbarocks, ursprünglich „Adler-Apotheke“ des Amtsmedicus Dr. J. C. Giese (diese zog 1902 um zur Ecke Herrenschreiber/Emsstraße), Gebäude 1880 vom Kommerzienrat Carl Kümpers jr. erworben                                                               | 1743               | 25.06.1982                                      | 12              |
| BW | Mauerreste | Rheine-Stadt Auf dem Thie 17 Karte | |                    | 05.01.1984                                      | 14              |
| Katholische Pfarrkirche St. Elisabeth | Katholische Pfarrkirche St. Elisabeth | Rheine-Stadt (Dorenkamp) Windthorststraße 25 Karte                                                                                      | Kirchenbau im Stil der Neuen Sachlichkeit von Josef Franke. Weihe im Jahr 1931. |                    | 29.09.1982                                      | 15              |
| Wohnhaus(Fassaden des Hauptgebäudes; ohne hinteren Anbau) | Wohnhaus (Fassaden des Hauptgebäudes; ohne hinteren Anbau) | Rheine-Stadt Elter Straße 11 Karte | |                    | 30.09.1982                                      | 17              |
| Etagenhaus(straßenseitige Fassade und Nordgiebel, Dach) | Etagenhaus (straßenseitige Fassade und Nordgiebel, Dach) | Rheine-Stadt Elter Straße 13 Karte | |                    | 20.07.1984                                      | 18              |
| Wohnhaus | Wohnhaus | Rheine-Stadt Elter Straße 14 Karte | |                    | 09.01.1984/ 07.04.1994                          | 19              |
| Kapelle des Mathiasspitals | Kapelle des Mathiasspitals | Rheine-Stadt Frankenburgstraße 31 Karte                                                                                                 | Achteckiger Raum in expressionistischer Formensprache mit zeltartigem Spitzgewölbe. |                    | 23.08.1985                                      | 20              |
| Werksiedlung(Gebäudehülle) | Werksiedlung (Gebäudehülle) | Rheine-Stadt Kopernikusstraße 8–18 Karte                                                                                                | |                    | 20.11.1990                                      | 21              |
| weitere Bilder | Strätersches Haus | Rheine-Stadt Heiliggeistplatz 2 Karte                                                                                                   | zweistöckiges Traufenhaus mit Mansardendach und rundbogiger Toreinfahrt; ehemals Stadtpalais des Kaufmanns Joh. H. Striethorst, bis 2007 von der Stadtbücherei genutzt | kurz vor 1803      | 25.06.1982                                      | 22              |
| Stadtsparkasse(Außenhaut) | Stadtsparkasse (Außenhaut) | Rheine-Stadt Heiliggeistplatz 7 Karte                                                                                                   | |                    | 05.07.1982                                      | 23              |
| Bönekerskapelle | Bönekerskapelle | Rheine-Stadt Herrenschreiberstraße 19 Karte                                                                                             | ehemals Teil der mittelalterlichen Armen- und Krankenanstalt („Neues Hospital zum Heiligen Geist“), Gebäude 1484 vom Rheiner Richter Johannes Grüter gestiftet | 1484               | 25.06.1982                                      | 24 a            |
| ehemaliges Marienstift(straßenseitige Fassade) | ehemaliges Marienstift (straßenseitige Fassade) | Rheine-Stadt Herrenschreiberstraße 17 Karte                                                                                             | |                    | 02.08.1982                                      | 24 b            |
| weitere Bilder | Wegekreuz „Am Krusen Baum“ | Rheine-Stadt Hopstener Straße Karte | |                    | 29.09.1982                                      | 25              |
| Altenrheiner Kapelle – Kluse | Altenrheiner Kapelle – Kluse | Rheine r. d. Ems (Altenrheine) Hopstener Straße Karte                                                                                   | |                    | 19.07.1982                                      | 26              |
| weitere Bilder | Katholische Pfarrkirche St. Antonius (Basilika) | Rheine-Stadt Osnabrücker Straße 60 Karte                                                                                                | dreischiffige Basilika im neuromanischen Stil, Turm 102,5 m hoch | 1899–1904          | 20.10.1982                                      | 28              |
| weitere Bilder | Katholische Pfarrkirche St. Dionysius | Rheine-Stadt An der Stadtkirche 20 Karte                                                                                                | spätgotische Hallenkirche, auch „Stadtkirche“ genannt | ca. 1400–1520      | 20.10.1982                                      | 33              |
| Jugendheim St. Dionysius(Außenhaut und 2 Kamine im EG) | Jugendheim St. Dionysius (Außenhaut und 2 Kamine im EG) | Rheine-Stadt An der Stadtkirche 7 Karte                                                                                                 | |                    | 25.06.1982                                      | 36              |
| Wohn- und Geschäftshaus | Wohn- und Geschäftshaus | Rheine-Stadt Klosterstraße 4–6 Karte | |                    | 02.05.1991                                      | 38              |
| Altes Rathaus | Altes Rathaus | Rheine-Stadt Klosterstraße 8–10 (Borneplatz) Karte                                                                                      | dreiflügeliges, später umgebautes Gebäude; errichtet als Franziskanerkloster, heute von Stadtverwaltung genutzt | 1662               | 19.07.1982                                      | 39              |
| weitere Bilder | Altenbegegnungsstätte (Außenhaut) | Rheine-Stadt Auf dem Thie 24 Karte | |                    | 05.01.1984                                      | 41              |
| [[Vorlage:Bilderwunsch/code!/C:52.28080765339,7.4426767230034!/D:Familienbildungsstätte (Außenhaut), Lingener Straße 11!/\|BW]]                                                            | Familienbildungsstätte (Außenhaut) | Rheine-Stadt Lingener Straße 11 Karte                                                                                                   | |                    | 23.09.1982                                      | 42              |
| [[Vorlage:Bilderwunsch/code!/C:52.28168063238,7.442188560962!/D:Antoniusschule (Fassade des alten Schulgebäudes; ohne Nebengebäude), Lingener Straße 30!/\|BW]]                            | Antoniusschule (Fassade des alten Schulgebäudes; ohne Nebengebäude) | Rheine-Stadt Lingener Straße 30 Karte                                                                                                   | |                    | 23.09.1982                                      | 44              |
| weitere Bilder | ehemalige Ratsschänke (Außenhaut) | Rheine-Stadt Marktplatz 2 Karte | auch „Haus Nienkemper“ genannt, Rokokogiebel aus dem Jahr 1765 |                    | 22.11.1982                                      | 45              |
| Wohn- und Geschäftshaus(straßenseitige und rückwärtige Fassade) | Wohn- und Geschäftshaus (straßenseitige und rückwärtige Fassade) | Rheine-Stadt Marktplatz 5 Karte | |                    | 29.09.1982                                      | 46              |
| Wohn- und Geschäftshaus(Außenhaut) | Wohn- und Geschäftshaus (Außenhaut) | Rheine-Stadt Marktplatz 6 Karte | |                    | 05.01.1984                                      | 47              |
| Wohn- und Geschäftshaus(Fassade zum Marktplatz) | Wohn- und Geschäftshaus (Fassade zum Marktplatz) | Rheine-Stadt Marktplatz 7 Karte | Fachwerkhaus unbekannten Alters mit Neorenaissance-Giebel von 1913. 2016 bis auf den Giebel abgebrochen und durch Neubau ersetzt. |                    | 24.05.1984                                      | 48              |
| Wohn- und Geschäftshaus(Außenhaut) | Wohn- und Geschäftshaus (Außenhaut) | Rheine-Stadt Marktplatz 8 Karte | |                    | 22.11.1982                                      | 49              |
| [[Vorlage:Bilderwunsch/code!/C:52.278698977164,7.438201457262!/D:Wohn- und Geschäftshaus (Vorderfront), Marktplatz 9!/\|BW]]                                                               | Wohn- und Geschäftshaus (Vorderfront) | Rheine-Stadt Marktplatz 9 Karte | |                    | 29.09.1982                                      | 50              |
| weitere Bilder | Wohn- und Geschäftshaus „Beckerssches Haus“ | Rheine-Stadt Marktplatz 12 Karte | auch „Haus Beckers“ genannt | 1649               | 14.10.1982                                      | 51              |
| [[Vorlage:Bilderwunsch/code!/C:52.27889425956,7.438829094171!/D:Wohn- und Geschäftshaus (Außenhaut), Marktplatz 13!/\|BW]]                                                                 | Wohn- und Geschäftshaus (Außenhaut) | Rheine-Stadt Marktplatz 13 Karte | |                    | 12.10.1982                                      | 52              |
| [[Vorlage:Bilderwunsch/code!/C:52.27897959278,7.438764721155!/D:Wohn- und Geschäftshaus (Außenhaut), Marktplatz 14!/\|BW]]                                                                 | Wohn- und Geschäftshaus (Außenhaut) | Rheine-Stadt Marktplatz 14 Karte | klassizistische Fassade; Bauherr war der Arzt und Amtsmedicus Dr. Friedrich Carl Schilgen; ab 1851 als Mathias-Spital genutzt (dieses zog 1930 um in die Frankenburgstraße); heute (Pfarrbüro) St. Dionysius |                    | 13.10.1982                                      | 53              |
| weitere Bilder | Wohn- und Geschäftshaus „Beilmannsches Haus“ | Rheine-Stadt Marktplatz 15 Karte | | 1648               | 13.10.1982                                      | 54              |
| weitere Bilder | Löwenapotheke | Rheine-Stadt Marktstraße 2 und 4 Karte                                                                                                  | eine der ältesten Apotheken im Münsterland, 1677 erstmals urkundlich erwähnt (Gebäude vermutlich älter), Apothekennutzung 2002 aufgegeben, danach umgenutzt (Gastronomie in Kombination mit „Apothekenmuseum“) |                    | 08.03.1991 25.04.2002 ergänzt                   | 55              |
| weitere Bilder | Wohn- und Geschäftshaus (östlicher straßenseitiger Giebel) | Rheine-Stadt Marktstraße 6 Karte | |                    | 29.08.1985                                      | 56              |
| weitere Bilder | Kannegießerhaus | Rheine-Stadt Marktstraße 12 Karte | | verm. Ende 15. Jh. | 25.06.1982                                      | 57              |
| Giebelhaus(vorderer Giebel) | Giebelhaus (vorderer Giebel) | Rheine-Stadt Marktstraße 13 Karte | |                    | 19.11.1984                                      | 58              |
| weitere Bilder | Salinenkanal | Rheine-Stadt und Rheine l. d. Ems Mühlendamm, Gertrudenweg, Bentlager Wald                                                              | von der Ems abzweigender ca. 3,8 km langer Kanal zur Saline Gottesgabe |                    | 10.10.1984                                      | 61              |
| [[Vorlage:Bilderwunsch/code!/C:52.2992789,7.4282047!/D:Bildstock, Bentlager Weg (Nähe Gasthaus Delsen)!/\|BW]]                                                                             | Bildstock | Rheine-Stadt Bentlager Weg (Nähe Gasthaus Delsen) Karte                                                                                 | |                    | 22.10.1982                                      | 62              |
| weitere Bilder | Emswalzenmühle (Außenhaut) | Rheine-Stadt Mühlenstraße 64 Karte | Mühlengebäude („Emsmühle“) am Emswehr Rheine, Mühlenbetrieb zum 31. Dezember 1965 stillgelegt | 1754               | 05.07.1982                                      | 64              |
| Wohnhaus(Fassade) | Wohnhaus (Fassade) | Rheine-Stadt Münstermauer 25 Karte | |                    | 19.07.1982                                      | 67              |
| Wohnhaus(Fassade) | Wohnhaus (Fassade) | Rheine-Stadt Münstermauer 27 Karte | |                    | 19.07.1982                                      | 68              |
| weitere Bilder | Evangelische Jakobi-Kirche | Rheine-Stadt Münsterstraße 54 Karte | |                    | 09.11.1983                                      | 69              |
| Giebelhaus(Doppelgiebel 1. OG und Giebelschild) | Giebelhaus (Doppelgiebel 1. OG und Giebelschild) | Rheine-Stadt Münsterstraße 9/11 Karte                                                                                                   | |                    | 14.10.1982                                      | 73              |
| Giebelhaus(gesamter Giebel) | Giebelhaus (gesamter Giebel) | Rheine-Stadt Münsterstraße 34 Karte | |                    | 22.10.1982                                      | 76              |
| weitere Bilder | Hotel (Außenhaut, konstruktives Innengerüst, anno 1767 errichteter Kamin, Keller mit Kreuzgratgewölbe und Tonnengewölbe) | Rheine-Stadt Münsterstraße 37 Karte | „Barönchen“ genannt, bis 1810 Gasthaus „Zum weißen Roß“, ab 1815 Manufaktur- und Kolonialwarenhandlung Weddige, Giebel von ca. 1815 |                    | 08.09.1982                                      | 77              |
| weitere Bilder | Villa – „Rote Villa“ | Rheine-Stadt Münsterstraße 48 Karte | Wohngebäude der Textilfabrikantenfamilie Kümpers, Gestaltung angelehnt an deutsch-niederländische Renaissancebaukunst | 1886               | 01.02.1985                                      | 78              |
| weitere Bilder | Villa – „Gelbe Villa“ | Rheine-Stadt Münsterstraße 53 Karte | Wohngebäude der Textilfabrikantenfamilie Kümpers, Gestaltung nach Art einer italienischen Gartenvilla der Hochrenaissance | 1886               | 21.12.1987                                      | 79              |
| BW | Bildstock an der Berninghoffallee | Rheine-Stadt Berninghoffallee Karte | |                    | 20.10.1982                                      | 82              |
| BW | Bildstock bei Schulte-Werning | Rheine-Stadt Münsterlanddamm 135 Karte                                                                                                  | |                    | 20.10.1982                                      | 83              |
| BW | Kapelle – Münsterkluse | Rheine-Stadt Berninghoffallee Karte | |                    | 25.06.1982                                      | 84              |
| BW | Kapelle – Thiekluse | Rheine-Stadt An der Thiekluse 2 Karte                                                                                                   | |                    | 25.06.1982                                      | 85              |
| weitere Bilder | Ehrenmal „Hünenborg“ | Rheine-Stadt Neuenkirchener Straße Karte                                                                                                | Anlage mit 12-eckigem Grundriss auf dem Thieberg, errichtet als Kriegerehrenmal für die Gefallenen des Ersten Weltkriegs nach einem Entwurf des Rheiner Malers Carl Murdfield (1868–1944), benannt nach der älteren Flurbezeichnung „Hünenborg“                                                                            | 1925/26–1927       | 20.10.1982                                      | 86              |
| weitere Bilder | Katholische Pfarrkirche Herz-Jesu | Rheine-Stadt Robertstraße 23 Karte | |                    | 03.12.1982                                      | 89 Wikidata     |
| weitere Bilder | Alter Friedhof | Rheine-Stadt Salzbergener Straße Karte                                                                                                  | |                    | 14.03.1985                                      | 92              |
| weitere Bilder | Falkenhof | Rheine-Stadt Tiefe Straße 22 Karte | seit 1962 Städtisches Museum |                    | 19.07.1982                                      | 97              |
| weitere Bilder | Falkenhof, Torhaus | Rheine-Stadt Tiefe Straße 24 Karte | |                    | 19.07.1982                                      | 98              |
| Schleusenkanal, Emswehr 1. und 2. Schleuse | Schleusenkanal, Emswehr 1. und 2. Schleuse | Rheine-Stadt Timmermanufer Karte | |                    | 29.04.1992                                      | 102             |
| Gartenhaus an der Dionysbrücke | Gartenhaus an der Dionysbrücke | Rheine-Stadt Timmermanufer Karte | als Lehrbienenstand genutzt |                    | 19.07.1982                                      | 103             |
| Villa | Villa | Rheine-Stadt Timmermanufer 170 Karte | |                    | 19.07.1982                                      | 104             |
| BW | ehemalige Spinnereigebäude | Rheine-Stadt Walshagenstraße 127–149 Karte                                                                                              | |                    | 20.10.1989                                      | 108             |
| weitere Bilder | Kloster/Schloss Bentlage und Umfeld a) Klostergebäude b) 2 Kavaliershäuser c) Klostertor d) Ökonomie (Bauernhaus und Scheune) e) Parkanlage und Wirtschaftshofflächen f) Sternbusch g) Bildstock am Sternbusch h) Bentlager Weg ab Sternbusch i) Schloßweg | Rheine l. d. Ems Bentlager Weg 130–134 Karte                                                                                            | |                    | 15.01.1993                                      | 109             |
| [[Vorlage:Bilderwunsch/code!/C:52.2984542412,7.418286055326!/D:Saline Bentlage – ehemaliges Badehaus (Außenhaut), Salinenstraße 101!/\|BW]]                                                | Saline Bentlage – ehemaliges Badehaus (Außenhaut) | Rheine-Stadt Salinenstraße 101 Karte | ursprünglich einstöckiges Kurgebäude, 1907 zweistöckig ausgebaut; umgenutzt als Restaurant | 1889–1891          | 04.10.1984                                      | 110 a           |
| BW | Saline Bentlage – Werkstattgebäude | Rheine-Stadt Salinenstraße Karte | ursprünglich Werkstatt zur Instandhaltung der Salinenanlage; umgenutzt als Infozentrum „Dreigiebelhaus“ für Besucher von Bentlage |                    | 04.10.1984                                      | 110 b           |
| BW | Saline Bentlage – Kunstmeisterhaus | Rheine-Stadt Salinenstraße 105 Karte | ehemaliges Wohnhaus des „Kunstmeisters“ (Zuständiger für Ausbau und Instandhaltung der Förderschächte und unterirdischen Strecken der Saline); umgenutzt als Galerie eines Kunstvereins und Versammlungsraum (NABU) |                    | 04.10.1984                                      | 110 c           |
| weitere Bilder | Saline Bentlage – Salzsiedehaus | Rheine-Stadt Salinenstraße 105 Karte | zweistöckiges Gebäude mit Feuerungsstätten, mehreren Salzsiedepfannen und Salzlager; Inspektorenwohnung im Westflügel; umgenutzt als technisches Denkmal, museumspädagogische „Salzwerkstatt“, Veranstaltungsraum und Josef-Winckler-Museum                                                                                | ca. 1741–1751      | 04.10.1984                                      | 110 d           |
| weitere Bilder | Saline Bentlage – Gradierwerk | Rheine-Stadt Salinenstraße Karte | ertüchtigte Reste des ursprünglich knapp 300 m langen und 13 m hohen Gradierwerks, Mittelteil (ca. 140 m) durch Unwetter 1940 zerstört | ca. 1741–1751      | 04.10.1984                                      | 110 e           |
| weitere Bilder | Saline Bentlage – Turm mit Hochbehälter | Rheine-Stadt Salinenstraße Karte | „Soleturm“ genannt, Speicherturm, in den früher gereinigte Sole hochgepumpt wurde zur Beschickung von Solebädern im Kinderheim | 1909               | 04.10.1984                                      | 110 f           |
| weitere Bilder | Saline Bentlage – Solevorratsbehälter | Rheine-Stadt Salinenstraße Karte | Gebäude mit drei Meter tiefem Holzbecken (Sole-Ruhebecken) |                    | 04.10.1984                                      | 110 g           |
| weitere Bilder | Saline Bentlage – Turbinenhaus | Rheine-Stadt Salinenstraße Karte | Gebäude, das der Soleförderung mit Hilfe von Wasserrad, Dampfmaschine und Turbine diente; auch als „Radstube“ bezeichnet |                    | 04.10.1984                                      | 110 h           |
| weitere Bilder | Katholische Pfarrkirche St. Ludgerus Elte | Elte Ludgerusring 27 Karte | |                    | 09.01.1984                                      | 112             |
| Bildstock bei Glasmeyer | Bildstock bei Glasmeyer | Elte Im Schultenhook 6 Karte | |                    | 09.08.1982                                      | 114             |
| Bildstock Terbeck | Bildstock Terbeck | Elte Zum Weddenfeld/Hinterdingsweg Karte                                                                                                | | 1739               | 22.06.1998                                      | 115             |
| weitere Bilder | Katholische Pfarrkirche St. Mariä Heimsuchung | Rheine l. d. Ems (Hauenhorst) Hauptstraße 5 Karte                                                                                       | |                    | 13.12.1984                                      | 117             |
| BW | Bauernhaus | Rheine r. d. Ems (Rodde) Nahrodder Str. 130 Karte                                                                                       | |                    | 20.11.1990                                      | 119             |
| weitere Bilder | Alte Kirche St. Johannes der Täufer | Mesum Alte Kirchstraße 25 Karte | |                    | 13.12.1984                                      | 121 a           |
| [[Vorlage:Bilderwunsch/code!/C:52.229122,7.492882!/D:Friedhofskreuz und Lazarusbildstock, Alte Kirchstraße 25 neuer Standort an der Rheiner Straße (in Höhe der Johannesschule)!/\|BW]]    | Friedhofskreuz und Lazarusbildstock | Mesum Alte Kirchstraße 25 neuer Standort an der Rheiner Straße (in Höhe der Johannesschule) Karte                                       | |                    | 23.05.1984                                      | 121 b           |
| weitere Bilder | Katholische Pfarrkirche St. Johannes Baptist | Mesum Rheiner Straße 19 Karte | |                    | 13.12.1984                                      | 122             |
| BW | Fachwerkspeicher | Mesum Rheiner Straße 205 Karte | |                    | 22.06.1998                                      | 123 a           |
| BW | Doppelmühle bei Schulte-Höping | Mesum Rheiner Straße 205 Karte | Wassermühle am F(r)ischhofsbach |                    | 09.03.1987                                      | 123 b           |
| BW | Bildstock St. Johannes Nepomuk | Mesum Rheiner Straße 205 Karte | |                    | 06.03.1987                                      | 123 c           |
| Villa und Waschhaus | Villa und Waschhaus | Mesum Feuerstiege 13 Karte | Villa im Jugendstil | 1907               | 06.04.1982                                      | 125             |
| [[Vorlage:Bilderwunsch/code!/C:52.23167324658,7.486364543438!/D:Wohnhaus (Fassade), Rheiner Straße 55!/\|BW]]                                                                              | Wohnhaus (Fassade) | Mesum Rheiner Straße 55 Karte | |                    | 08.11.1983                                      | 127             |
| BW | Speicher | Mesum Grüner Weg 23 Karte | |                    | 30.05.1990                                      | 129 b           |
| BW | Altes Pastorat Mesum | Mesum Im Klosterhook 8 Karte | |                    | 08.11.1983                                      | 130             |
| BW | Speicher | Rheine l. d. Ems (Hauenhorst) Am Spieker 37 Karte                                                                                       | |                    | 10.09.1985                                      | 131             |
| | Heiligenfiguren | Rheine l. d. Ems (Catenhorn) Bauernschaftsstraße 103                                                                                    | |                    | 12.08.1983                                      | 133             |
| BW | Heiligenhäuschen mit Muttergottes – Austenhook | Rheine l. d. Ems (Catenhorn) Einhornweg/Harumer Weg Karte                                                                               | |                    | 12.08.1983                                      | 134             |
| BW | Heiligenhäuschen | Rheine l. d. Ems (Hauenhorst) Brochtruper Straße/Hessenweg Karte                                                                        | |                    | 12.08.1983                                      | 135             |
| BW | Bienenhaus Hof Renger | Mesum Emskämpenweg 38 Karte | Neubau auf anderer Stelle des Hofes mit demselben Material |                    | 24.05.1984                                      | 136             |
| [[Vorlage:Bilderwunsch/code!/C:52.230382008234,7.489765584468!/D:Wohn- und Geschäftshaus (Außenhaut), Rheiner Straße 29!/\|BW]]                                                            | Wohn- und Geschäftshaus (Außenhaut) | Mesum Rheiner Straße 29 Karte | |                    | 29.03.1983                                      | 137             |
| [[Vorlage:Bilderwunsch/code!/C:52.22686525,7.4883207089898!/D:Villa (Außenhaut), Alte Bahnhofstraße 21!/\|BW]]                                                                             | Villa (Außenhaut) | Mesum Alte Bahnhofstraße 21 Karte | |                    | 08.11.1983                                      | 138             |
| [[Vorlage:Bilderwunsch/code!/C:52.2888786,7.5105671!/D:Backhaus (Außenhaut), Nahrodder Str. 146!/\|BW]]                                                                                    | Backhaus (Außenhaut) | Rheine r. d. Ems (Rodde) Nahrodder Str. 146 Karte                                                                                       | |                    | 23.05.1984                                      | 140             |
| [[Vorlage:Bilderwunsch/code!/C:52.22616045,7.4933839012066!/D:Bauernhaus Schulte-Mesum (Fassaden und Dach des bewohnten Teils; Bleichhäuschen), Am Schultenhof 58!/\|BW]]                  | Bauernhaus Schulte-Mesum (Fassaden und Dach des bewohnten Teils; Bleichhäuschen) | Mesum Am Schultenhof 58 Karte | im Rahmen des Ensembleschutzes 2011 ergänzt um das Bleichhäuschen im Grünzug nahe der ehemaligen Hofstelle |                    | 10.10.1984/ 29.09.2011                          | 141             |
| Wohnhaus(Außenhaut des Wohnhauses aus dem Jahr 1896; ohne Anbau) | Wohnhaus (Außenhaut des Wohnhauses aus dem Jahr 1896; ohne Anbau) | Rheine-Stadt Elter Straße 9 Karte | |                    | 22.10.1982                                      | 142             |
| Wohn- und Geschäftshaus(Außenhaut) | Wohn- und Geschäftshaus (Außenhaut) | Rheine-Stadt Münsterstraße 15/ Emsstraße 23/25 Karte                                                                                    | |                    | 05.05.1986                                      | 149             |
| [[Vorlage:Bilderwunsch/code!/C:52.2807436561,7.445397824!/D:Wohn- und Geschäftshaus, Emsstraße 99 (Ecke Hansaallee)!/\|BW]]                                                                | Wohn- und Geschäftshaus | Rheine-Stadt Emsstraße 99 (Ecke Hansaallee) Karte                                                                                       | |                    | 23.07.1984                                      | 150             |
| BW | Backspieker bei Schulze-Oechtering, Rodde | Rheine r. d. Ems (Fernrodde) Roggenbrede 146 Karte                                                                                      | |                    | 23.05.1984                                      | 151             |
| BW | Wegkreuz „Meyerings Krüz“ | Rheine r. d. Ems (Rodde) Am Feldgraben 100 Karte                                                                                        | |                    | 23.05.1984                                      | 152             |
| [[Vorlage:Bilderwunsch/code!/C:52.2736746,7.4341894!/D:Villa Kettelhack (Außenhaut), Lindenstraße 8!/\|BW]]                                                                                | Villa Kettelhack (Außenhaut) | Rheine-Stadt Lindenstraße 8 Karte | |                    | 20.03.1984                                      | 161             |
| [[Vorlage:Bilderwunsch/code!/C:52.28108497377,7.434615343809!/D:Villa (Außenhaut), Forckenbeckstraße 5!/\|BW]]                                                                             | Villa (Außenhaut) | Rheine-Stadt Forckenbeckstraße 5 Karte                                                                                                  | |                    | 23.05.1984                                      | 162             |
| Doppelbildstock bei Höwische | Doppelbildstock bei Höwische | Rheine-Stadt Berninghoffallee Karte | |                    | 23.07.1984                                      | 163             |
| weitere Bilder | Wohn- und Geschäftshaus Ev. Einigkeit (Außenhaut) | Rheine-Stadt Auf dem Thie 12 Karte | zweistöckiges Fachwerkhaus mit Spieker (ehem. Stall und Speicher), ursprünglich Ackerbürgergebäude; Vorderhaus und Spieker seit 1888 im Besitz des Vereins Evangelische Einigkeit | 18. Jh.            | 09.01.1984                                      | 164             |
| Speicher | Speicher | Mesum Im Klosterhook 3 (früher Feuerstiege 33) Karte                                                                                    | Wiederverwendung als Heimathaus Mesum |                    | 03.09.1985                                      | 165             |
| BW | Alter Jüdischer Friedhof | Rheine-Stadt Lingener Straße 53 Karte                                                                                                   | |                    | 19.01.1984                                      | 166             |
| Kötterhaus Ackermannsches Haus(Außenhaut) | Kötterhaus Ackermannsches Haus (Außenhaut) | Elte Schwanenburg 16 (früher Dorfnummer 52) Karte                                                                                       | Das Ackermannsche Haus auf einer Aufnahme vom 20.02.1940 | 1802               | 05.01.1984                                      | 167             |
| Backhaus mit Webkammer | Backhaus mit Webkammer | Elte Zum Hermannsweg 15 (früher Milkeweg 27) Karte                                                                                      | Ehemaliger Backspieker des Hofes Lampe in der Bauernschaft Heine. 1984 durch den Heimatverein Elte erworben. Wiederverwendung am Heimathaus Elte | um 1850            | 09.12.1985                                      | 168             |
| [[Vorlage:Bilderwunsch/code!/C:52.257470425279,7.505605369806!/D:Bauernhaus Overesch in Heine (Außenhaut), Elter Straße 607!/\|BW]]                                                        | Bauernhaus Overesch in Heine (Außenhaut) | Elte (Heine) Elter Straße 607 Karte | |                    | 23.05.1984                                      | 169             |
| BW | Backhaus Schulte-Osthoff in Rodde | Rheine r. d. Ems (Fernrodde) Am Hemelter Bach 29 Karte                                                                                  | |                    | 24.05.1984                                      | 171             |
| BW | Backhaus Konermann in Rodde | Rheine r. d. Ems (Fernrodde) Am Hemelter Bach 15 Karte                                                                                  | |                    | 24.05.1984                                      | 172             |
| Gastwirtschaft Splenterkotten(Ostgiebel) | Gastwirtschaft Splenterkotten (Ostgiebel) | Elte Ludgerusring 44 Karte | |                    | 05.01.1984                                      | 173             |
| [[Vorlage:Bilderwunsch/code!/C:52.288417,7.4102441!/D:Friedhof Königsesch (Kruzifix, Toranlage, historischer Rundweg mit Soldatengräbern etc.), Salzweg!/\|BW]]                            | Friedhof Königsesch (Kruzifix, Toranlage, historischer Rundweg mit Soldatengräbern etc.) | Rheine-Stadt Salzweg Karte | |                    | 23.05.1984/ 25.11.2010                          | 174             |
| BW | Bildstock | Mesum Nielandstraße/Feuerstiege Karte                                                                                                   | |                    | 23.05.1984                                      | 175             |
| Bildstock am Pastorat Elte | Bildstock am Pastorat Elte | Elte Schwanenburg 4 Karte | |                    | 19.07.1984                                      | 177             |
| | Preußisch-Hannoversche Landesgrenzsteine u. a. | Landesgrenze zu Niedersachsen | Eintragung durch RP, da Landeseigentum |                    | ?                                               | 178             |
| weitere Bilder | Wohn- und Geschäftshaus (zuerst nur straßenseitige Fassade; ab 1998 ganz) | Rheine-Stadt Poststraße 16 Karte | |                    | 23.07.1984/ 06.10.1998                          | 181             |
| BW | Heiligenhäuschen | Rheine l. d. Ems (Bentlage) Pappelallee 90 Karte                                                                                        | |                    | 19.09.1990                                      | 183             |
| BW | Wohnhaus „Führersche Villa“ | Rheine-Stadt Salzbergener Straße 25 Karte                                                                                               | |                    | 04.02.1985                                      | 185             |
| BW | Mehrfamilienhaus | Rheine-Stadt Friedensplatz 7 Karte | |                    | 05.05.1986                                      | 186             |
| BW | Villa Kümpers | Rheine-Stadt Schleupestraße 5 Karte | |                    | 05.05.1986                                      | 187             |
| [[Vorlage:Bilderwunsch/code!/C:52.2843913523,7.43174403905!/D:Fabrikantenvilla Tacke (Außenhaut), Devesburgstraße 6!/\|BW]]                                                                | Fabrikantenvilla Tacke (Außenhaut) | Rheine-Stadt Devesburgstraße 6 Karte | |                    | 08.07.1987                                      | 188             |
| Fabrikantenvilla Kümpers | Fabrikantenvilla Kümpers | Rheine-Stadt Hörstkamp 9 Karte | |                    | 09.12.1985                                      | 189             |
| Nazarenerkreuz am Marienstift | Nazarenerkreuz am Marienstift | Rheine-Stadt Aloysiusstraße/Schorlemerstraße Karte                                                                                      | |                    | 04.02.1985                                      | 190             |
| Werkssiedlung FAK | Werkssiedlung FAK | Rheine-Stadt Heidhövelstraße, Rudolfstraße, Elter Straße Karte                                                                          | |                    | 14.09.1987                                      | 191             |
| BW | ehemaliges Waisenhaus | Rheine-Stadt Mühlenstraße 73 Karte | |                    | 05.05.1986                                      | 194             |
| Werksiedlung „Weißenburg“ | Werksiedlung „Weißenburg“ | Rheine-Stadt Elter Straße 77–103 (ungerade Hausnummern), Surenburgstraße 2–60 (gerade Nr.), Nassauer Straße 7a–19b (ungerade Nr.) Karte | Denkmalbereichsatzung – Gebäude einschließlich dazugehöriger Innenhof- und Gartenflächen; langgestreckte zweigeschossige Gebäudekomplexe mit zentral angeordneten Einfahrten zu den Hof- und Gartenbereichen | 1920er Jahre       | 17.05.1990                                      | 197             |
| Gasthaus „Zum Frieden“(Gaststättenteil) | Gasthaus „Zum Frieden“ (Gaststättenteil) | Rheine l. d. Ems (Bentlage) Salzbergener Straße 375 Karte                                                                               | |                    | 08.07.1987                                      | 199             |
| BW | Backhaus auf der Hofstelle Wiggering | Rheine r. d. Ems Hengemühlweg 19 Karte                                                                                                  | intaktes Backhaus des ehemaligen Guts Oberkrafeld (benannt nach der Pächterfamilie Krafeld vom 15. bis 20. Jh.) bzw. der Hofstelle Wiggering (Pächterfamilie von Anfang des 20. Jh. bis 1986), Hofanlage einschließlich Backhaus ab 1987 renoviert und umgenutzt als „Heimathaus Hovesaat“ (Sitz des Heimatvereins Rheine) | 18. Jh.            | 09.03.1987                                      | 203             |
| BW | Heiligenhäuschen mit Vesperbild | Rheine l. d. Ems Wadelheimer Chaussee 241 Karte                                                                                         | |                    | 29.09.1986                                      | 205             |
| [[Vorlage:Bilderwunsch/code!/C:52.2789547,7.442348!/D:Fischereistein/Grenzstein, Timmermanufer (Nähe Delsenbrücke)!/\|BW]]                                                                 | Fischereistein/Grenzstein | Rheine-Stadt Timmermanufer (Nähe Delsenbrücke) Karte                                                                                    | |                    | 29.09.1986                                      | 206             |
| Genossenschaftssiedlung | Genossenschaftssiedlung | Rheine-Stadt Bruktererstraße 1–28 Karte                                                                                                 | Denkmalbereichsatzung – gesamte Randbebauung und Straßenflächen; genossenschaftliche Arbeitersiedlung mit traufständigen eingeschossigen Einzel- und Doppelhäusern sowie Reihenhausgruppen | Ende 1920er Jahre  | 24.03.1989                                      | 207             |
| BW | Gartenhäuschen | Rheine-Stadt Homeyerstraße 9 Karte | |                    | 02.12.1991                                      | 208             |
| BW | Portale von Wasserhochbehälten auf dem Waldhügel | Rheine l. d. Ems Arnoldweg 76 Karte | |                    | 09.03.1987                                      | 214             |
| weitere Bilder | Bildstock „Konermanns Bild“ bei St. Josef | Rheine r. d. Ems (Rodde) Fernrodder Straße 3 Karte                                                                                      | |                    | 09.03.1987                                      | 215             |
| BW | Dampf-Mühle Edelbusch | Rheine r. d. Ems (Rodde) Zur Mühle 2 Karte                                                                                              | |                    | 30.07.1987                                      | 216             |
| BW | Kruzifix Bentlage | Rheine l. d. Ems (Bentlage) Hohe Allee/Salzbergener Straße Karte                                                                        | |                    | 15.12.1987                                      | 219             |
| [[Vorlage:Bilderwunsch/code!/C:52.263958416,7.46384471655!/D:Baumwollspinnerei und -weberei Werk Gellendorf (Staubturm, Wasserturm, Kontorgebäude, Werkstor), Elter Straße 290–312!/\|BW]] | Baumwollspinnerei und -weberei Werk Gellendorf (Staubturm, Wasserturm, Kontorgebäude, Werkstor) | Rheine-Stadt (Heidhövel) Elter Straße 290–312 Karte                                                                                     | Restbauten des Werks; Abriss weiterer Werksteile (Maschinenhaus, Kesselhaus, Kohlenbunker und Kamin) in den 19080er Jahren durchs MSWV genehmigt |                    | 09.08.1989                                      | 220             |
| Werkswohnungen FAK | Werkswohnungen FAK | Rheine-Stadt Bevergerner Straße 34, 36, 38, 40 Karte                                                                                    | |                    | 19.03.1990                                      | 221             |
| Jüdischer Friedhof Eschendorf | Jüdischer Friedhof Eschendorf | Rheine-Stadt Osnabrücker Straße/Rodder Damm (zwischen Bursibantstraße und Hultschiner Straße) Karte                                     | |                    | 17.12.2002                                      | 225             |
| weitere Bilder | Schleusenanlage | Rheine l. d. Ems Schleuse Bentlage | Bundeseigentum; Ems-Schiffsschleusenanlage | 1841               | 15.08.1989                                      | 228             |
| BW | Friedhofstor Eschendorf | Rheine-Stadt Friedhofstraße Karte | |                    | 15.03.1990                                      | 229             |
| Friedhofskreuz Eschendorf | Friedhofskreuz Eschendorf | Rheine-Stadt Friedhofstraße Karte | |                    | 15.03.1990                                      | 230             |
| BW | 4 Grabmäler in Eschendorf | Rheine-Stadt Friedhofstraße Karte | |                    | 15.03.1990                                      | 231             |
| BW | Ehrenmal Hauenhorst | Rheine l. d. Ems (Hauenhorst) Hauptstraße/Ecke Kirchstraße Karte                                                                        | |                    | 30.05.1990                                      | 232             |
| [[Vorlage:Bilderwunsch/code!/C:52.280699350285,7.433433830738!/D:Wohn- und Bürogebäude (Außenhaut), Salzbergener Str. 5 a!/\|BW]]                                                          | Wohn- und Bürogebäude (Außenhaut) | Rheine-Stadt Salzbergener Str. 5 a Karte                                                                                                | |                    | 14.10.1991                                      | 233             |
| BW | Wohngebäude | Rheine-Stadt Forckenbeckstraße 6 Karte                                                                                                  | |                    | 30.05.1990                                      | 234             |
| Geschäftshaus Sudholt | Geschäftshaus Sudholt | Rheine-Stadt Emsstraße 29, 31, 33 Karte                                                                                                 | |                    | 30.05.1990                                      | 235             |
| Canisiusschule | Canisiusschule | Rheine r. d. Ems (Altenrheine) Canisiusstraße 62 Karte                                                                                  | |                    | 30.05.1990                                      | 236             |
| Alte Friedhofsmauer St. Dionys | Alte Friedhofsmauer St. Dionys | Rheine-Stadt An der Stadtkirche Karte                                                                                                   | |                    | 20.11.1990                                      | 237             |
| BW | Grabmal Theodor Timmerman | Mesum Alte Kirchstraße 25 Karte | |                    | 11.03.1991                                      | 239             |
| BW | Kötterhaus | Mesum Am Flöddert 8 Karte | |                    | 05.10.1993                                      | 240             |
| | Eisenbahnbrücke (1909) über den Dortmund-Ems-Kanal | Rheine r. d. Ems Bahnlinie OS | Bundeseigentum | 1909               | 03.11.1992                                      | 241             |
| weitere Bilder | ehemaliges Silo bei der Emsmühle | Rheine-Stadt Mühlenstraße/Thiemauer Karte                                                                                               | Lagergebäude am Emswehr Rheine, Fassade mit Sämann-Bild | 1936               | 13.03.1996                                      | 244             |
| BW | ehemalige Jugendherberge (ehemals HJ-Heim) | Rheine-Stadt Mühlenstraße 75 Karte | |                    | 07.03.2002                                      | 248             |
| Langemarck-Denkmal beim Gymnasium Dionysianum | Langemarck-Denkmal beim Gymnasium Dionysianum | Rheine-Stadt Anton-Führer-Straße 2 Karte                                                                                                | Denkmal zur Erinnerung an im Ersten Weltkrieg gefallene Schüler und Lehrer des Gymnasiums, Entwurf von Albert Mazzotti (1882–1952) aus Münster | 1934               | 21.08.1997                                      | 250             |
| Wegbild Siebenschwertermadonna | Wegbild Siebenschwertermadonna | Rheine r. d. Ems Im Ossenpohl 98 Karte                                                                                                  | | 29.07.1846         | 01.02.1985                                      | 253             |
| weitere Bilder | Arbeitsgericht | Rheine-Stadt Poststraße 26 Karte | ehemaliges Gebäude des Arbeitsgerichts Rheine |                    | 26.01.2001                                      | 255             |
| BW | Heiligenhäuschen | Rheine l. d. Ems Wadelheimer Chaussee 95 Karte                                                                                          | |                    | 02.05.2001                                      | 258             |
| BW | Pfarrhaus St. Elisabeth | Rheine-Stadt (Dorenkamp) Windthorststraße 19 Karte                                                                                      | |                    | 21.11.2000                                      | 260             |
| weitere Bilder | Pfarrhaus Herz-Jesu | Rheine-Stadt Robertstraße 25 Karte | |                    | 20.02.2001                                      | 261             |
| BW | Stellwerkhaus Rnw | Rheine-Stadt Im Winkel Karte | |                    | 12.06.2002                                      | 263             |
| BW | Bahnhofsempfangsgebäude Mesum mit angrenzender Güterschuppenanlage | Mesum Industriestraße 22 Karte | |                    | 05.02.2002                                      | 264             |
| BW | Bauernhaus | Elte Kiärkpädken 36 Karte | |                    | 02.05.2001                                      | 265             |
| BW | Wohnhaus | Rheine-Stadt Hermannstraße 34 Karte | |                    | 11.04.2002                                      | 266             |
| BW | Stellwerkhaus Rpf | Rheine-Stadt Bahnhof Rheine Karte | |                    | 22.04.2002                                      | 268             |
| BW | Blockstelle Bentlage Bk | Rheine-Stadt westlich Randelbachweg Karte                                                                                               | |                    | 22.04.2002                                      | 269             |
| Wohn- und Geschäftshaus | Wohn- und Geschäftshaus | Rheine-Stadt Klosterstraße 2 Karte | |                    | 15.10.2002                                      | 270             |
| | Schafstall | Elte (Bockholt) Emsfähre Bockholt | |                    | 15.10.2002                                      | 271             |
| BW | Landhaus einschließlich Gartenanlage | Rheine-Stadt Schleupestraße 22 Karte | errichtet als Wohngebäude einer Fabrikantenfamilie, von 1950 bis 2003 genutzt als Kloster der Redemptoristen („Alfonsushaus“), 2004 von der Caritas erworben (Einrichtung für Demenzerkrankte) |                    | 26.02.2004 (Landhaus) 14.02.2005 (Gartenanlage) | 273             |
| villenähnliches Wohnhaus mit ehemaliger Arztpraxis | villenähnliches Wohnhaus mit ehemaliger Arztpraxis | Rheine-Stadt Hemelter Straße 4 Karte | |                    | 10.04.2008                                      | 274             |
| BW | Wohn- und Geschäftshaus | Rheine-Stadt Lingener Straße 24 Karte                                                                                                   | |                    | 13.09.2012                                      | 275             |
| Backhaus | Backhaus | Rheine r. d. Ems (Altenrheine) Lambertiring 18 Karte                                                                                    | |                    | 20.04.2016                                      | 276             |
| | Gebäude für soziale Zwecke | Humboldtstraße 25 | |                    | 22.01.2018                                      | 277             |

## Ehemalige Baudenkmäler
Nach ihrer Eintragung wurden über 100 Objekte wieder aus der Denkmalliste der Stadt Rheine gelöscht. Die entsprechenden Denkmalnummern sind im Folgenden aufgelistet (zwecks Übersichtlichkeit in drei getrennten Gruppen). Die Nr. 154 ist nicht vorhanden bzw. wurde nicht vergeben.
- im Nummernbereich 1–99:  1, 2, 3, 5, 8, 9, 10, 13, 16, 27, 29, 30, 31, 32, 34, 35, 37, 40, 43, 59, 60, 63, 65, 66, 70, 71, 72, 74, 75, 80, 81, 87, 88, 90, 91, 93, 94, 95, 96, 99
- im Nummernbereich 100–199:  100, 101, 105, 106, 107, 111, 113, 116, 118, 120, 124, 126, 128, 129a, 132, 139, 143, 144, 145, 146, 147, 148, 153, 155, 156, 157, 158, 159, 160, 170, 176, 179, 180, 182, 184, 192, 193, 195, 196, 198
- im Nummernbereich 200–299:  200, 201, 202, 204, 209, 210, 211, 212, 213, 217, 218, 222, 223, 224, 226, 227, 238, 242, 243, 245, 246, 247, 249, 251, 252, 254, 256, 257, 259, 262, 267, 272